# Lupinus hyacinthinus
Lupinus hyacinthinus là một loài thực vật có hoa trong họ Đậu. Loài này được C.F.Baker miêu tả khoa học đầu tiên.